# Николета Николић
Николета Николић (рођена 11. јануара 1992.) је српска фудбалерка која игра као дефанзивни играч. Наступа за женски фудбалски клуб Црвена звезда са којим се такмичи у Супер лиги Србије за жене. Чланица је женске фудбалске репрезентације Србије.

## Каријера
Позвана је у репрезентацију Србије, наступајући за тим током циклуса квалификација за ФИФА-ин женски светски куп 2019. године.